# M.a+
m.a+（エムエークロス）はマウリッツィオ・アマディ (Maurizio Amadei) によるイタリアのファッションブランド。
アマディはマウリッツオ・アルティエリのレーベル・カルペディエム、特にプロジェクトラインであるサルトリア（Sartoria）、リネア（LINEA）に深く関わっていたが、2005年S/S期を最後に社を脱退し、2006年A/W期より、自身のブランド m.a+ を本格的に開始した。これに先駆け、2005年A/W期に、東京都代官山にあるセレクトショップ「 LIFT 」で行われた「Project7」にて個人での作品をはじめて発表している。
カルペディエムより引き継いで、レザー製品が多く、また独自開発の布地を特徴とする。素材の価値を生かす事を前提に、作業工程を全てハンドメイドで行う。製品は非常にミニマルで無機質な印象が強い。ブランド名 m.a+の「+」は、「洋服と人が交わり着続ける事によって初めて完成に近づく」の意と言われている。
2010年から5周年を記念し、取扱店を5店舗に限定した、カスタムオーダーメイドの企画「A+V（アクロスファイヴ ）」を始める。これは、それまでにリリースされた主な5品番をベースに、マテリアルの選出、寸法調整、カッティング、ステッチ、金具のディティールに至るまで顧客の提案を受け、デザイナーと共同作業をするというプロジェクトである。